# Dysphania rhadinostachya
Dysphania rhadinostachya là loài thực vật có hoa thuộc họ Dền. Loài này được (F.Muell.) A.J.Scott mô tả khoa học đầu tiên năm 1978.